# Picante surtido
Picante surtido, llamado también picante mixto, es un plato tradicional de la cocina boliviana, pertenece a la amplia gama de picantes elaborados con ajíes principalmente provenientes del departamento de La Paz y es uno de los platos considerados más representativos del país En 2019 fue uno de los cuatro platos propuestos por la Asociación Boliviana de chefs como plato bandera de Bolivia, tras votación en línea la asociación propuso finalmente la sopa de maní como plato bandera.

## Características
La denominación 'picante mixto' hace referencia a la combinación de carnes y ajíes que incluye el plato. La preparación combina características de siete platos tradicionales, entre ellos:
- Charquecán
- Sajta de Pollo
- Ranga ranga
- Ají de lengua
- Conejo estirado
- Saice

## Expresiones derivadas
Las circunstancias, u objetos que combinan múltiples elementos suelen compararse en Bolivia con un picante mixto, de esta manera se ha utilizado el nombre para denominar emprendimientos empresariales o producciones televisivas.